# Липарис Бражникова
Липарис Бражникова (лат. Liparis brashnikovi) — вид морских лучепёрых рыб из семейства липаровых. Видовое название дано в честь русского зоолога, ихтиолога и деятеля в области рыбного хозяйства Владимира Константиновича Бражникова (1870—1921). Распространены в северо-западной части Тихого океана, в Японском  море, заливе Петра Великого, Татарском проливе, у берегов Приморья и юго-восточной Камчатки. Максимальная длина тела 15 см. Придонные хищные рыбы. Обитают в прибрежных водах на глубине до 106 м.